# Rolf Krogerus
Rolf Krogerus, född 28 september 1882 i Åbo, död 9 februari 1965 i Helsingfors, var en finländsk zoolog. Han var far till Harry och Holger Krogerus.
Krogerus blev filosofie doktor 1932. Han var 1912–1925 lektor vid finska normallyceum och 1920–1952 överlärare i naturalhistoria och geografi vid Svenska normallyceum i Helsinfors. Han var en framstående entomolog och en banbrytare för den ekologiska fältforskningen; särskilt kan nämnas doktorsavhandlingen om leddjuren i kusttrakternas sanddyner. Han var därtill en känd läroboksförfattare.